# Amuda
Amuda is een plaats in het Syrische gouvernement Al Hasakah en telt 47.580 inwoners (2008).

## Geboren
- Mahmoud Dahoud (1 januari 1996), voetballer